# Демон Лапласа
Де́мон Лапла́са — мысленный эксперимент, предложенный в 1814 году французским математиком Пьером-Симоном Лапласом. Главный персонаж этого эксперимента — вымышленное существо, способное узнать и осмыслить положение и скорость каждого объекта во Вселенной.
Никакое явление, — размышлял Лаплас, — не может возникнуть без производящей причины. Поэтому допустимо рассматривать настоящее состояние Вселенной как следствие его прошлого и определяющий фактор будущего состояния. Демон Лапласа — гипотетическое существо, обладающее полной информацией о Вселенной, приводящие природу в движение, и положение всех тел, от величайших созвездий до мельчайшего атома в мировом пространстве. Для такого разума — заключал Лаплас, — не было бы ничего неясного, и будущее существовало бы в его глазах точно так же, как прошлое.
Так, положения всех планет Солнечной системы могут быть предсказаны на основе расчётов методами классической механики с высокой точностью на много тысяч лет вперёд.

## Исходная формулировка
Пьер-Симон Лаплас был твердым сторонником каузального детерминизма, суть которого можно выразить таким отрывком из Essai philosophique sur les probabilités:
Мы можем рассматривать настоящее состояние Вселенной как следствие его прошлого и причину его будущего. Разум, которому в каждый определённый момент времени были бы известны все силы, приводящие природу в движение, и положение всех тел, из которых она состоит, будь он также достаточно обширен, чтобы подвергнуть эти данные анализу, смог бы объять единым законом движение величайших тел Вселенной и мельчайшего атома; для такого разума ничего не было бы неясного и будущее существовало бы в его глазах точно так же, как прошлое.
Такой разум часто называют Демоном Лапласа. Описание гипотетического разума в качестве демона принадлежит не Лапласу, а его поздним биографам: Лаплас видел себя учёным и, полагая, что человечество может достичь лучшего научного понимания мира, он осознавал, что в случае, если такое произойдёт, всё равно потребуются огромные вычислительные мощности, чтобы произвести такие расчёты в один определённый момент. Хотя Лаплас видел предстоящие практические проблемы человечества в достижении этой наивысшей степени знания и развития вычислительной техники, поздние представления о квантовой механике (Принцип неопределённости), которые были приняты философами в защиту существования свободы воли, также оставляют теоретическую возможность опровержения существования такого «разума».

## В популярной культуре

### В художественной литературе
- Демон Лапласа использован в книге Адама Фауэра «Мнимая реальность».
- В новелле «Self-Reference ENGINE»
- В манге «Rozen Maiden» персонаж Лаплас в образе антропоморфного кролика руководит Игрой Алисы.
- В ранобэ «Seishun Buta Yarou wa Yumemiru Shoujo no Yume o Minai» Томоэ Кога в результате проявления так называемого «пубертатного синдрома» становится демоном Лапласа.
- В ранобэ «Mushoku Tensei: Isekai Ittara Honki Dasu» в качестве вторичного антагониста фигурирует один из сильнейших демонов, «Лаплас».

### В музыке
- В альбоме "Normal Album" Уилла Вуда третьей по счёту песней является "Laplace's Angel (Hurt People? Hurt People!)". "Демон Лапласа" заменён на "ангела" для создания обратного эффекта.

### В играх
- Во вселенной компьютерной игры «The Longest Journey» авторы придерживались теории детерминизма, что повлияло на ход всей истории выдуманных миров — Старка (мир людей и логики) и Аркадии (мир магии). В последнем из них Рагнар Тернквист воссоздал образ Лапласа в расе венаров, главным представителем которых был Абнакус. Магические существа воспринимают время как единую материю, то есть живут прошлым, будущим и настоящим в один и тот же момент. Речь венаров из-за этого постоянно ведется тоже в разных временах.
- В мобильной игре «Azur Lane» некоторые персонажи упоминают «Демона Лапласа», но что именно они подразумевают под этим — неизвестно.
- В мобильной игре «Reverse:1999» существует научная организация под названием "Laplace Scientific Computer Center"

### В аниме
- В аниме «Игра Дарвина» («Darwin’s game») 2020 года одним из главных героев является Рэйн Касиваги. Её способность — «Лаплас», названная в честь демона Лапласа. Суть способности также имеет чёткую параллель со способностью демона Лапласа.
- В аниме «Этот глупый свин не понимает мечту девочки зайки» («Seishun Buta Yarou wa Bunny Girl Senpai no Yume wo Minai») в одной из серий главный герой попадает во временную петлю, каждый раз начиная день сначала из-за персонажа Томоэ Кога, которую в данной серии называют «Демоном Лапласа».

### В кино
- Имя французского математика П. С. Лапласа использовано в названии анимационного сериала «Ranpo Kitan: Game of Laplace»[1].
- В конце фильма «Люси» главная героиня по сути становится демоном Лапласа. Её мозг, получив неограниченные возможности, смог вернуться в прошлое и увидеть историю эволюции Вселенной вплоть до Большого взрыва.
- В фильме ужасов «Демон Лапласа»[2] итальянского режиссёра Джордано Джуливи профессор Корнелиус утверждает, что обнаружил абсолютную формулу, которая позволяет предсказать поведение любого человека, и приглашает группу из восьми учёных, над которыми он устраивает эксперимент по проверке своей гипотезы.
- В сериале «Разрабы» («Devs») 2020 года создан квантовый компьютер, который проводит указанные вычисления причинно-следственных связей и моделирует как будущее, так и прошлое. Главная героиня пытается проявить свободу воли.

## Парадокс
Демон Лапласа содержит парадокс. Предположим, такая машина создана, она материальна и умеет вычислять то, что произойдёт во всей Вселенной через 2 минуты, за 1 минуту. Когда эта машина после 1 минуты работы выдаст свой первый результат и по заложенной программе сразу возьмётся за предсказание следующего будущего, она по сути уже будет знать свой собственный ответ, ведь он записан в этом первом предсказании. Значит, после первой минуты она должна будет знать не просто то, что будет через 2 минуты после начала расчётов, а в том числе и то, что наступит через 3 минуты. Но тогда на основании этих данных она должна будет взяться за предсказание ещё на 1 минуту вперёд. Это также должно быть учтено и уже содержаться в предсказании, данном ей в самом начале, после 1 минуты работы. Значит, она будет знать будущее на 4 минуты. И так далее до бесконечности по индукции.
Получается, что даже если бы демон Лапласа мог существовать, он должен был бы за 1 минуту своей работы получить ответ, который содержит всю историю Вселенной до скончания веков. Если предполагать время бесконечным, то получится бесконечный массив данных. Такой результат никогда не может быть выведен или сохранён в материальном виде, в оперативной памяти гипотетической машины, поскольку её мощности предполагаются колоссальными, но не бесконечными (так как она материальна, то есть ограничена). Парадокс в том, что в процессе предсказания будущего на 2 и более минуты демон Лапласа должен учитывать тот ответ, который будет получен после 1 минуты работы, ведь сама эта машина является частью Вселенной. Она должна знать, как будут вести себя её собственные атомы через 1 минуту, чтобы иметь точное предсказание на 2 минуты. Учесть полученный за 1 минуту работы бесконечный результат в последующих расчётах не представляется возможным, а значит, дальше 1 минуты предсказание не пойдёт. Но тогда результат становится конечным, ведь машина не предсказала то, что предскажет после, и результат вновь вмещается в память машины. Однако он уже не содержит предсказание на 2 минуты, что противоречит описанию машины, которое было дано в самом начале. Предсказывая будущее и будучи материальным, демон Лапласа не может предсказывать будущее.
Таким образом, если предположить, что время существования Вселенной бесконечно, то демон Лапласа должен либо не учитывать себя в предсказании будущего (а для этого он должен быть нематериальным, что уже противоречит условиям, либо существовать вне изучаемой Вселенной, или, если брать в расчёт мысленный эксперимент о мультивселенной, производя расчёт о данной изучаемой вселенной из другой, как вариант), либо принципиально (даже в идеализированном гипотетическом мире) быть невозможным. Однако же если предположить, что время существования Вселенной конечно (то есть она замкнута в будущем и каким-либо образом прекратит существование в определённый момент), то демон Лапласа всё же потенциально возможен.